# Reist Rocks
Reist Rocks är en kulle i Antarktis. Den ligger i Östantarktis. Australien gör anspråk på området. Toppen på Reist Rocks är 22 meter över havet.
Terrängen runt Reist Rocks är kuperad åt sydväst, men norrut är den platt. Havet är nära Reist Rocks åt nordost. Trakten är obefolkad. Det finns inga samhällen i närheten.